# دانيال دي ميتز
دانيال دي ميتز (بالفرنسية: Danielle De Metz)‏ هي ممثلة فرنسية، ولدت في 5 سبتمبر 1938 بباريس في فرنسا.

## أعمال

### أفلام
- (1962) السيف السحري
- (1968) الحفلة

## وصلات خارجية
- دانيال دي ميتز على موقع IMDb (الإنجليزية)
- دانيال دي ميتز على موقع ألو سيني (الفرنسية)
- دانيال دي ميتز على موقع أول موفي (الإنجليزية)
- دانيال دي ميتز على موقع قاعدة بيانات الأفلام السويدية (السويدية)
- دانيال دي ميتز على موقع قاعدة بيانات الفيلم (الإنجليزية)
- دانيال دي ميتز على موقع كينوبويسك (الروسية)